# 信邦制药
贵州信邦制药股份有限公司（深交所：002390）是中国深圳证券交易所的一家上市公司，主要从事药品的生产及销售
成立于1995年1月，2010年4月16日，公司股票在深圳证券交易所上市交易。